# Hadżman
Hadżman (arab. حجمان) – wieś w Syrii, w muhafazie muhafazie Aleppo. W 2004 roku liczyła 131 mieszkańców.